# Stenosi valvolare
Una stenosi valvolare è una valvulopatia che consiste nel restringimento del lume di una delle valvole cardiache. Se essa è emodinamicamente significativa, essa comporta, all'auscultazione del cuore, un soffio.
A seconda della valvola interessata, si possono distinguere
- Stenosi aortica
- Stenosi polmonare
- Stenosi mitralica